# Pricolici
Un pricolici (pronunciación: /pri.koˈlit͡ʃʲ/) (misma forma en plural) es un vampiro rumano con atributos de hombre lobo.
Los pricolici son similares a los brucolacos, aunque este último a veces se asemeja más a un duende, mientras que los pricolici siempre tienen características de lobo y tienen la capacidad de transformarse en personas o animales comunes. También tienen similitudes con los strigoi, almas no muertas que se han levantado de la tumba para dañar a las personas vivas. Mientras que un strigoi posee cualidades antropomórficas similares a las que tenía antes de morir, un pricolici siempre se parece a un lobo o un perro. Se dice a menudo que los hombres maliciosos y violentos se convierten en pricolici después de la muerte para poder seguir dañando a otros seres humanos. Otras, que se origina a partir de un niño amamantado después de que su madre lo destetó. 
Algunos folclores rumano describen a los Pricolici como hombres lobo en vida que después de morir, regresan como vampiros. Esto también da lugar a la leyenda de los vampiros que pueden transformarse en animales como lobos, perros, búhos o murciélagos. El tema común de todos estos animales es que son cazadores nocturnos, tal como los vampiros.
Incluso en tiempos modernos, muchas personas que viven en zonas rurales de Rumania afirman haber sido brutalmente atacadas por lobos más grandes y feroces que los ordinarios. Al parecer, estos lobos atacan de forma silenciosa, inesperada y sólo a objetivos solitarios. Las víctimas de estos ataques a menudo afirman que su agresor no era un lobo común y corriente, sino un pricolici que había vuelto a la vida para seguir causando estragos.
La etimología de la palabra es desconocida, aunque probablemente tenga origen latino de la palabra "Lycus", es decir "lobo" (prico+lici). 